# Любовна песен за Боби Лонг
„Любовна песен за Боби Лонг“ (на английски: A Love Song for Bobby Long) е американски филм от 2004 г. Действието във филма се основава на романа на Роналд Капс. Сценарист и режисьор на филма е Шейни Гейбъл. В главните роли са Джон Траволта, Скарлет Йохансон и Гейбриъл Махт.

## Сюжет
Ключова фраза: Сърцето е самотен ловец. (на английски: The heart is a lonely hunter.)
 Внимание:  Текстът по-долу разкрива сюжета на произведението (или части от него)!
След като разбира за смъртта на майка си, с която не се разбира особено добре, Пърси Уил (Скарлет Йохансон) се завръща в родния си град. Тя очаква да открие къщата на майка си празна, но там заварва двама мъже - бившия професор по английска литература Боби Лонг (Джон Траволта) и неговото по-младо протеже Лоусън Пайнс (Гейбриъл Махт). Оказва се, че те са вписани заедно с Пърси в завещанието и получават по 1/3 от къщата.
След като никой от тримата не желае да си тръгне, на тримата главни герои им се налага да живеят заедно в къщата. Постепенно героите разбират до каква степен са свързани съдбите им.

## Актьори
- Скарлет Йохансон – Пърси Уил
- Джон Траволта – Боби Лонг
- Гейбриъл Махт – Лоусън Пайнс
- Дебора Кара Ънгър – Джорджиана
- Дейна Роудс – Сесил
- Дейвид Дженсън – Джуниър